# 1740
| 1740               |
| ------------------ |
| Dødsfald - Fødsler |
| • Begivenheder     |

| Gregoriansk kalender | 1740 MDCCXL             |
| Ab urbe condita      | 2493                    |
| Armensk kalender     | 1189 ԹՎ ՌՃՁԹ            |
| Kinesiske kalender   | 4436 – 4437 己未 – 庚申 |
| Etiopisk kalender    | 1732 – 1733             |
| Jødisk kalender      | 5500 – 5501             |
| Hindukalendere       |                         |
| - Vikram Samvat      | 1795 – 1796             |
| - Shaka Samvat       | 1662 – 1663             |
| - Kali Yuga          | 4841 – 4842             |
| Iransk kalender      | 1118 – 1119             |
| Islamisk kalender    | 1153 – 1154             |

Konge i Danmark: Christian 6. 1730-1746
Se også 1740 (tal)

## Begivenheder
- 20. oktober - Frankrig, Preussen, Bayern og Sachsen nægter at anerkende Den Pragmatiske Sanktion om arvefølge, hvilket udløser Den østrigske arvefølgekrig
- 16. december - Preusserne under ledelse af Frederik den Store invaderer Schlesien og starter den Østrigske Arvefølgekrig

## Født
- 4. februar – Carl Michael Bellman, svensk digter; han dør i 1795.
- 11. maj – Henrich Callisen, dansk læge og kirurg (død 1824).
- 29. oktober – James Boswell, advokat, forfatter og Dr. Johnsons biograf. Han dør i 1795.
- 2. november – Christian Bastholm, dansk præst og teolog (død 1819).
- 22. december – Peter Christian Abildgaard, grundlæggeren af Veterinærskolen i 1773 og Naturhistorisk Selskab i 1789. Han dør den 21. januar 1801.

## Dødsfald
- 18. februar - Barthold Nicolai Landsberg, dansk-norsk officer (født 1668).
- 27. februar – Poul Vendelbo Løvenørn, dansk overkrigssekretær.
- 31. maj – Frederik Wilhelm 1. af Preussen
- 20. oktober – Karl 6., tysk-romersk kejser
- 28. oktober – Anna Ivanovna, russisk kejserinde.